# Kangayam
La Kangayam est une race bovine indienne. Elle appartient à la sous-espèce zébuine de Bos taurus.
Elle peut aussi porter les noms de Kongu ou Kanganad.

## Origine
C'est une race élevée en Inde, principalement du District de Coimbatore dans l'état de Tamil Nadu.

## Morphologie
Il existe deux populations dans la race, une petite et une moyenne. Elles ont des pattes courtes mais robustes avec des sabots durs et un corps râblé. La tête est fine avec un front peu bombé. Les cornes sont courtes chez les plus grandes et longues écartées puis se rejoignant presque sur l'arrière. Les oreilles sont petites, pointues et portées perpendiculairement. Les yeux sont sombre cerclés de noir.
La robe est grise, mais elle évolue avec l'âge. Les veaux naissent bruns plus ou moins foncé et deviennent gris. Ensuite, en vieillissant, la robe s’éclaircit jusqu'à devenir blanche chez les vaches. Pour les taureaux, le garrot, la tête et le train arrière restent plus foncé que le reste de la robe et ont tendance à s'assombrir. Les bœufs castrés, eux, deviennent clair avec l'âge.

## Aptitudes
Les bœufs kangayam sont recherchés pour leur puissance et leur vivacité à la traction. Les vaches donnent peu de lait (640 kg sur 270 jours de lactation) mais il existe de meilleures laitières dans la population.

## Préservation
Depuis quelques années, les éleveurs ont fait le constat que le gouvernement incite au croisement des races indigènes avec des races européennes plus productives, surtout pour le lait. Or, si ce système est rentable en grandes fermes où les animaux bénéficient d'une surveillance sanitaire, la fragilité de ces animaux le rend peu aimés des petits fermiers. Ainsi, ont-ils décidé de se fédérer pour maintenir la population de kangayam pure.

## Sources

### Note
1. ↑  La production laitière est généralement exprimée en kilogramme plutôt qu'en litre dans la littérature spécialisée.